# Ankylocythere telmoecea
Ankylocythere telmoecea är en kräftdjursart som först beskrevs av Crawford 1959.  Ankylocythere telmoecea ingår i släktet Ankylocythere och familjen Entocytheridae. Inga underarter finns listade i Catalogue of Life.